# Menno Heus
Menno Heus (Oosterhout, 17 december 1995) is een Nederlands voetballer die als keeper bij SV Spakenburg speelt.

## Carrière
Menno Heus doorliep de jeugdopleiding van FC Utrecht en zat in het seizoen 2014/15 enkele wedstrijden op de bank bij het eerste elftal. In het seizoen 2016/17 debuteerde Jong FC Utrecht in het betaalde voetbal, waarmee Heus in de eerste divisie speelde. Hij speelde zijn eerste wedstrijd op 26 augustus 2016, in de met 2-0 verloren uitwedstrijd tegen Jong PSV. In 2018 vertrok hij bij FC Utrecht om bij USV Hercules te spelen. Na enkele trainingen bij Hercules vertrok hij alweer omdat hij het niveau bij dit elftal te laag vond. In de winterstop sloot hij bij FC Den Bosch aan. Hier kwam hij als reservekeeper niet in actie, en na een half jaar vertrok hij naar FC Lienden. Sinds 2020 speelt hij voor SV Spakenburg.

## Statistieken

### Beloften
| Seizoen                       | Club            | Land            | Competitie      | Competitie | Competitie | Beker | Beker | Totaal | Totaal |
| Seizoen                       | Club            | Land            | Competitie      | Wed.       | Dlp.       | Wed.  | Dlp.  | Wed.   | Dlp.   |
| ----------------------------- | --------------- | --------------- | --------------- | ---------- | ---------- | ----- | ----- | ------ | ------ |
| 2016/17                       | Jong FC Utrecht | Nederland       | Eerste divisie  | 8          | 0          | –     | –     | 8      | 0      |
| 2017/18                       | Jong FC Utrecht | Nederland       | Eerste divisie  | 9          | 0          | –     | –     | 9      | 0      |
| Totaal beloften               | Totaal beloften | Totaal beloften | Totaal beloften | 17         | 0          | 0     | 0     | 17     | 0      |
| Bijgewerkt op 24 januari 2021 |                 |                 |                 |            |            |       |       |        |        |

### Senioren
| Seizoen                       | Club            | Land            | Competitie       | Competitie | Competitie | Beker | Beker | Europees | Europees | Overig | Overig | Totaal | Totaal |
| Seizoen                       | Club            | Land            | Competitie       | Wed.       | Dlp.       | Wed.  | Dlp.  | Wed.     | Dlp.     | Wed.   | Dlp.   | Wed.   | Dlp.   |
| ----------------------------- | --------------- | --------------- | ---------------- | ---------- | ---------- | ----- | ----- | -------- | -------- | ------ | ------ | ------ | ------ |
| 2014/15                       | FC Utrecht      | Nederland       | Eredivisie       | 0          | 0          | 0     | 0     | –        | –        | –      | –      | 0      | 0      |
| 2015/16                       | FC Utrecht      | Nederland       | Eredivisie       | 0          | 0          | 0     | 0     | –        | –        | 0      | 0      | 0      | 0      |
| 2016/17                       | FC Utrecht      | Nederland       | Eredivisie       | 0          | 0          | 0     | 0     | –        | –        | 0      | 0      | 0      | 0      |
| 2017/18                       | FC Utrecht      | Nederland       | Eredivisie       | 0          | 0          | 0     | 0     | 0        | 0        | 0      | 0      | 0      | 0      |
| 2018/19                       | USV Hercules    | Nederland       | Derde divisie zo | 0          | 0          | 0     | 0     | –        | –        | –      | –      | 0      | 0      |
| 2018/19                       | FC Den Bosch    | Nederland       | Eerste divisie   | 0          | 0          | 0     | 0     | –        | –        | –      | –      | 0      | 0      |
| 2019/20                       | FC Lienden      | Nederland       | Derde divisie zo | 20         | 0          | 1     | 0     | –        | –        | –      | –      | 21     | 0      |
| 2020/21                       | SV Spakenburg   | Nederland       | Tweede divisie   | 0          | 0          | 1     | 0     | –        | –        | –      | –      | 1      | 0      |
| Totaal senioren               | Totaal senioren | Totaal senioren | Totaal senioren  | 20         | 0          | 2     | 0     | 0        | 0        | 0      | 0      | 22     | 0      |
| Carrièretotaal                | Carrièretotaal  | Carrièretotaal  | Carrièretotaal   | 37         | 0          | 2     | 0     | 0        | 0        | 0      | 0      | 39     | 0      |
| Bijgewerkt op 24 januari 2021 |                 |                 |                  |            |            |       |       |          |          |        |        |        |        |